# Derek Pugh
Derek Pugh (ur. 8 lutego 1926 w Tooting, zm. 2 maja 2008 tamże) – brytyjski biegacz, specjalizujący się w biegu na 400 metrów. Uczestniczył w pierwszych po drugiej wojnie światowej Mistrzostwach Europy w Lekkoatletyce w 1946 w Oslo. Zajął tam trzecie miejsce w biegu na 400 metrów, za Duńczykiem Nielsem Holst-Sørensenem i Francuzem Jacquesem Lunisem. W sztafecie reprezentacja Wielkiej Brytanii uplasowała się za Francją a przed Szwecją. Największym sukcesem w karierze biegacza okazały się następne mistrzostwa Europy w Brukseli cztery lata później. Wygrał on rywalizację na 400 m, a reprezentacja Wielkiej Brytanii pokonała wszystkie inne sztafety 4 × 400 m. Derek Pugh wziął także udział w letnich igrzyskach olimpijskich w Londynie oraz w igrzyskach Imperium Brytyjskiego w Auckland w 1950. Na tej ostatniej imprezie indywidualnie zajął czwarte miejsce w biegu na 440 jardów, a sztafeta angielska 4 × 440 jardów z Pughiem w składzie wywalczyła srebrne medale.